# بنگت برنتشون
بنگت برنتشون (سوئدی: Bengt Berndtsson; ۲۶ ژانویهٔ ۱۹۳۳ – ۴ ژوئن ۲۰۱۵) بازیکن فوتبال اهل سوئد بود.
وی همچنین در تیم ملی فوتبال سوئد بازی کرده‌است.